# Burattino senza fili 2017
Burattino senza fili 2017 è un album in studio del cantautore italiano Edoardo Bennato, pubblicato il 24 novembre 2017.

## Descrizione
Bennato, nel 40º anniversario dell'incisione di Burattino senza fili, ricanta i brani del 1977 tranne Tu grillo parlante, inserendo i brani inediti Mastro Geppetto, Lucignolo e Che comico il grillo parlante!.
La pubblicazione è completata da un DVD, Vita da rock, della durata di un'ora e mezzo, in cui sono inseriti filmati inediti del rocker partenopeo lungo l'arco della sua carriera e da un libretto di 32 pagine.
Anche la copertina è rimasta identica all'originale, ma con un Bennato fotografato nel 2017.

## Tracce
Testi e musiche di Edoardo Bennato; edizioni musicali Modulo Uno, eccetto dove indicato.
1. Mastro Geppetto – 2:41 (edizioni musicali Cinquantacinque)
2. Il gatto e la volpe – 2:57
3. Dotti, medici e sapienti – 2:38
4. La fata – 4:14
5. Lucignolo – 3:56 (edizioni musicali Cinquantacinque)
6. Quando sarai grande – 3:52
7. Mangiafuoco – 4:37
8. È stata tua la colpa – 4:35
9. Che comico il grillo parlante! – 3:49 (edizioni musicali Cinquantacinque)
10. In prigione, in prigione – 4:28

## Musicisti
- Edoardo Bennato – voce, chitarra, armonica
- Paolo Baglioni – batteria, percussioni
- Alexander Cedra Belda – bassotuba
- Gaetano Campagnoli – sassofono, clarinetto
- Gianfranco Campagnoli – tromba
- Patrix Duenas – backing vocals
- Matteo Giannetti – contrabbasso
- Annibale Guarino – sassofono
- Arduino Lopez – basso
- Raffaele Lopez – tastiere, organo Hammond, piano
- Claudia Megré – backing vocals
- Piero Perelli – batteria
- Roberto Perrone – batteria
- Marco Pescosolido – violoncello
- Gennaro Porcelli – chitarra, chitarra elettrica
- Giuseppe Scarpato – banjo, chitarra, chitarra acustica, chitarra elettrica, ukulele
- Fabiana Sirigu – secondo violino
- Simona Sorrentino – primo violino
- Alessandro Tedesco – trombone
- Helen Tesfazghi – backing vocals
- Luigi Tufano – viola